# Disfàgia
La disfàgia és el terme mèdic per al símptoma de l'alteració en la deglució. És altament prevalent i pot ocasionar complicacions greus com la desnutrició i la pneumònia per aspiració.
Tot i classificar-se en "símptomes i signes" a la CIM-10, el terme s'utilitza de vegades com una malaltia per dret propi.
Es deriva de l'arrel grega dis- que significa 'dificultat' o 'disfunció', i -fàgia que significa 'menjar'. És una sensació que indica la dificultat en el pas de sòlids o líquids des de la boca a l'estómac. La disfàgia es distingeix d'altres símptomes com l'odinofàgia (que es defineix com dolor en empassar) i la sensació d'un nus a la gola. La disfàgia psicògena es coneix com a fagofòbia.

## Tipus
La disfàgia és classificada en dos tipus principals: 
1. La disfàgia orofaríngia. Els pacients tenen problemes per transferir aliments de la boca a la faringe i a l'esòfag, en iniciar el procés de deglució involuntària.[2] La disfàgia es localitza a nivell orofaringi o esofàgic.[3] Suposa aproximadament el 80% dels diagnòstic de disfàgia. Comprèn alteracions de la deglució d'origen en la cavitat oral, faringe, laringe o de l'esfínter esofàgic superior. Presenten més risc de patir disfàgia orofaríngia: les persones d'edat avançada, els pacients amb malalties neurològiques o neurodegeneratives i els pacients amb malalties de cap i coll.[4]
2. La disfàgia esofàgica. La dificultat per la deglució comença alguns segons després d'iniciar la ingesta i suposa una sensació d'ennuegament o impossibilitat pel pas del bol alimentari situat a la regió retroesternal (darrere l'estèrnum) o a nivell de l'articulació esternoclavicular (articulació entre l'estèrnum i la clavícula).[5]

La disfàgia funcional es defineix en alguns pacients que no tenen una causa orgànica per a la disfàgia.

## Causes

### Disfàgia orofaríngia
- Accident vascular cerebral
- Esclerosi múltiple
- Miastènia gravis
- Malaltia de Parkinson i parkinsonisme
- Esclerosi lateral amiotròfica
- Paràlisi de Bell
- Paràlisi bulbar i paràlisi pseudobulbar
- Xerostomia
- Radiació
- Neoplàsies malignes del coll
- Neurotoxines (per exemple, verí de serp)
- Faringitis, etc.

### Disfàgia esofàgica
Les causes de la qual poden dividir-se en causes funcionals i mecàniques.
- Entre les funcionals, es troben:
  - Acalàsia
  - Miastènia gravis
  - Paràlisi bulbar o pseudobulbar

- Entre les mecàniques, trobem:
  - Esofagitis pèptica
  - Càncer d'esòfag o Càncer de càrdies
  - Compressió externa de l'esòfag, com ara l'obstrucció dels ganglis limfàtics i dilatació auricular esquerra en l'estenosi mitral
  - Candidosi esofàgica
  - Bossa faríngia (diverticle de Zenker)
  - Leiomioma esofàgic
  - Esclerodèrmia sistèmica

La disfàgia esofàgica és gairebé sempre causada per patologies en zones de l'esòfag o adjacents, tot i que de vegades la lesió pot localitzar-se a la faringe o l'estómac. En moltes de les condicions patològiques que causen disfàgia, la llum va reduint-se progressivament i es torna indistensible. En una etapa primerenca de la malaltia, només els sòlids fibrosos (durs i poc lubricats) causen dificultats, però més tard el problema es pot estendre a tots els sòlids i fins i tot als líquids.